# Synchthonius elegans
Synchthonius elegans är en kvalsterart som beskrevs av Forsslund 1957. Synchthonius elegans ingår i släktet Synchthonius och familjen Brachychthoniidae. Inga underarter finns listade i Catalogue of Life.